# Eupithecia striata
Eupithecia striata là một loài bướm đêm trong họ Geometridae.